# نیک دنیس
نیک دنیس (انگلیسی: Nick Dennis؛ ۲۶ آوریل ۱۹۰۴ – ۱۴ نوامبر ۱۹۸۰) بازیگر آمریکایی یونانی‌تبار زادهٔ تسالی، یونان بود.

## زندگی‌نامه
این بازیگر نقش مکمل، که در سال ۱۹۴۷ شروع به کار در فیلم کرد، برای بازی در نقش اقلیت‌های قومی (معمولا یونانی) در فیلم‌هایی مانند مرگبار ببوس مرا و فیلم سیروکو با بازی هامفری بوگارت شهرت داشت. دنیس که زبان یونانی را روان صحبت می‌کرد، در تعدادی از برنامه‌های تلویزیونی در دهه‌های ۱۹۵۰، ۱۹۶۰ و ۱۹۷۰ ظاهر شد، از جمله بازی در نقش‌های نیک کانواراس در درام پزشکی بن کیسی و عمو کنستانتین در مجموعه تلویزیونی پلیسی کوجک.
نیک دنیس همچنین نقش پابلو گونزالس را در نمایش‌نامهٔ اتوبوسی به نام هوس نوشتهٔ تنسی ویلیامز، و همچنین نسخه سینمایی آن در سال ۱۹۵۱ بازی کرد.

## گزیدهٔ فیلم‌شناسی
| سال  | عنوان                 | نقش           |
| ---- | --------------------- | ------------- |
| ۱۹۴۷ | مرد دوچهره            | پشت صحنه      |
| ۱۹۵۱ | سیروکو                | نصیر عبود     |
| ۱۹۵۱ | اتوبوسی به نام هوس    | پابلو         |
| ۱۹۵۱ | ده مرد قد بلند        | ماوس          |
| ۱۹۵۲ | هر اتفاقی ممکنه بیفته | چانچو         |
| ۱۹۵۵ | شرق بهشت              | رانتانی       |
| ۱۹۵۵ | بالای دنیا            | کاپی          |
| ۱۹۵۵ | مرگبار ببوس مرا       | نیک وا وا ووم |
| ۱۹۵۶ | نژاد اصیل             | کورکا         |
| ۱۹۶۰ | اسپارتاکوس            | دیونسیوس      |
| ۱۹۶۲ | پرنده‌باز آلکاتراز     | زندانی دیوانه |
| ۱۹۶۳ | ۴ نفر برای تگزاس      | آنگل          |
| ۱۹۶۶ | هدف اسلحه             | نیکوس         |